# Kanton La Clayette
Der Kanton La Clayette war bis 2015 ein französischer Wahlkreis im Arrondissement Charolles, im Département Saône-et-Loire und in der Region Burgund. Sein Hauptort war La Clayette.
Der Kanton war 185,09 km² groß und hatte 7608 Einwohner (1999), was einer Bevölkerungsdichte von 78 Einwohnern pro km² entsprach. Er lag im Mittel 396 Meter über Normalnull, zwischen 288 Metern in Dyo und 728 Metern in Saint-Racho. Vertreter im Generalrat des Départements war zuletzt von 1993 bis 2015 Alain Gautheron (UMP).

## Gemeinden
Der Kanton bestand aus 18 Gemeinden:
| Gemeinde                         | Einwohner Jahr | Fläche km² | Bevölkerungsdichte | Code INSEE | Postleitzahl |
| -------------------------------- | -------------- | ---------- | ------------------ | ---------- | ------------ |
| Amanzé                           | 171 (2013)     | –          | – Einw./km²        | 71006      | 71800        |
| Baudemont                        | 658 (2013)     | –          | – Einw./km²        | 71022      | 71800        |
| Bois-Sainte-Marie                | 199 (2013)     | –          | – Einw./km²        | 71041      | 71800        |
| La Chapelle-sous-Dun             | 401 (2013)     | –          | – Einw./km²        | 71095      | 71800        |
| Châtenay                         | 161 (2013)     | –          | – Einw./km²        | 71116      | 71800        |
| La Clayette                      | 1.741 (2013)   | –          | – Einw./km²        | 71133      | 71800        |
| Colombier-en-Brionnais           | 308 (2013)     | –          | – Einw./km²        | 71141      | 71800        |
| Curbigny                         | 314 (2013)     | –          | – Einw./km²        | 71160      | 71800        |
| Dyo                              | 347 (2013)     | –          | – Einw./km²        | 71185      | 71800        |
| Gibles                           | 610 (2013)     | –          | – Einw./km²        | 71218      | 71800        |
| Ouroux-sous-le-Bois-Sainte-Marie | 66 (2013)      | –          | – Einw./km²        | 71335      | 71800        |
| Saint-Germain-en-Brionnais       | 197 (2013)     | –          | – Einw./km²        | 71421      | 71800        |
| Saint-Laurent-en-Brionnais       | 343 (2013)     | –          | – Einw./km²        | 71437      | 71800        |
| Saint-Racho                      | 177 (2013)     | –          | – Einw./km²        | 71473      | 71800        |
| Saint-Symphorien-des-Bois        | 433 (2013)     | –          | – Einw./km²        | 71483      | 71800        |
| Vareilles                        | 249 (2013)     | –          | – Einw./km²        | 71553      | 71800        |
| Varennes-sous-Dun                | 585 (2013)     | –          | – Einw./km²        | 71559      | 71800        |
| Vauban                           | 234 (2013)     | –          | – Einw./km²        | 71561      | 71800        |

## Bevölkerungsentwicklung
| 1962 | 1968 | 1975 | 1982 | 1990 | 1999 | 2009 |
| ---- | ---- | ---- | ---- | ---- | ---- | ---- |
| 8435 | 8842 | 9062 | 8684 | 8090 | 7608 | 7387 |